# La Pobla de Mafumet
La Pobla de Mafumet és un municipi de la comarca del Tarragonès, situat al bell mig del Camp de Tarragona, amb una bona xarxa de comunicacions que li donen una situació privilegiada. Està situat pràcticament al límit nord de la comarca del Tarragonès, a la riba dreta del curs del riu Francolí, confrontant a l'est amb el Morell, a l'oest amb Constantí, al nord amb Perafort i al sud amb la Selva del Camp.
El terme té una extensió per sota de la mitjana de la comarca. Disposa d'un relleu molt planer, trobant-se tot el territori entre les cotes 131 i 48 metres sobre el nivell del mar.
A les eleccions al Parlament de Catalunya de 2021 el partit d'ultradreta Vox va ser la formació política amb més vots en aquesta població, sent un dels dos únics casos de tota Catalunya, juntament amb Vilamalla.

## Administració
| Període     | Alcalde o alcaldessa     | Partit polític | Data de possessió | Observacions |
| ----------- | ------------------------ | -------------- | ----------------- | ------------ |
| 1979–1983   | Francesc Guasch Virgili  | Independents   | 19/04/1979        | --           |
| 1983–1987   | Francesc Guasch Virgili  | Independents   | 28/05/1983        | --           |
| 1987–1991   | Francesc Guasch Virgili  | Independents   | 30/06/1987        | --           |
| 1991–1995   | Antoni Pasqual Roig      | CIU            | 15/06/1991        | --           |
| 1995–1999   | Joan Maria Sardà Padrell | Independents   | 17/06/1995        | --           |
| 1999–2003   | Joan Maria Sardà Padrell | CIU            | 03/07/1999        | --           |
| 2003–2007   | Joan Maria Sardà Padrell | CIU            | 14/06/2003        | --           |
| 2007–2011   | Joan Maria Sardà Padrell | CIU            | 16/06/2007        | --           |
| 2011–2015   | Joan Maria Sardà Padrell | CIU            | 11/06/2011        | --           |
| 2015–2019   | Joan Maria Sardà Padrell | CIU            | 13/06/2015        | --           |
| 2019-2023   | Joan Maria Sardà Padrell | Units          | 15/06/2019        | --           |
| Des de 2023 | Joan Maria Sardà Padrell | UAS-Pobla      | 17/06/2023        | --           |

## Geografia
- Llista de topònims de la Pobla de Mafumet (orografia: muntanyes, serres, collades, indrets…; hidrografia: rius, fonts...; edificis: cases, masies, esglésies, etc.).

## Demografia
| 1497 f | 1515 f | 1553 f | 1717 | 1787 | 1857 | 1877 | 1887 | 1900 | 1910 |
| ------ | ------ | ------ | ---- | ---- | ---- | ---- | ---- | ---- | ---- |
| 8      | 10     | 10     | 155  | 231  | 417  | 407  | 402  | 447  | 438  |

| 1920 | 1930 | 1940 | 1950 | 1960 | 1970 | 1981 | 1990 | 1992 | 1994 |
| ---- | ---- | ---- | ---- | ---- | ---- | ---- | ---- | ---- | ---- |
| 513  | 523  | 524  | 512  | 615  | 772  | 840  | 854  | 928  | 928  |

| 1996  | 1998  | 2000  | 2002  | 2004  | 2006  | 2008  | 2010  | 2012  | 2014  |
| ----- | ----- | ----- | ----- | ----- | ----- | ----- | ----- | ----- | ----- |
| 1.018 | 1.068 | 1.115 | 1.220 | 1.340 | 1.465 | 2.108 | 2.628 | 2.948 | 3.420 |

| 2016  | 2018  | 2020  | 2022  | 2024  | 2026 | 2028 | 2030 | 2032 | 2034 |
| ----- | ----- | ----- | ----- | ----- | ---- | ---- | ---- | ---- | ---- |
| 3.771 | 3.893 | 3.971 | 4.052 | 4.115 | -    | -    | -    | -    | -    |